# The Qwaser of Stigmata
The Qwaser of Stigmata (聖痕のクェイサー?, Seikon no Kueisā, lett. "Qwaser delle stimmate") è un manga scritto da Hiroyuki Yoshino e disegnato da Kenetsu Satō per un pubblico seinen trattante argomenti religiosi con violenza ed elementi ecchi. La serializzazione della serie è iniziata nel settembre 2006 grazie all'editore Akira Shoten e si è conclusa nel luglio del 2016 con la pubblicazione del 24 volume.
Dal 2010 è stato prodotto in Giappone da Hoods Entertainment con Taki Corporation un adattamento ad anime composto da più stagioni. La prima stagione, omonima al manga, è composta da 24 episodi ed è stata trasmessa da gennaio a giugno 2010; dall'11 aprile 2011 è iniziata la messa in onda di una seconda stagione, intitolata Seikon no Qwaser II, che si è conclusa a fine giugno 2011 con 12 episodi. Nella messa in onda televisiva giapponese l'anime ha subito pesanti censure per la presenza di molte scene con fanservice, mentre quella on-line in streaming pubblicata su AnimeOne (Biglobe) è stata trasmessa in edizione integrale. Tale edizione è la stessa pubblicata nei DVD.
Sempre nel 2010 è stato creato un adattamento in OAV chiamato Seikon no Qwaser: Jotei no shōzō (聖痕のクェイサー: 女帝の肖像?, Seikon no Kueisā: Jotei no shōzō), basato sul capitolo 16 del manga e distribuito il 20 ottobre 2010 in un DVD allegato al decimo volume del manga. Esso è collocabile cronologicamente tra il decimo e l'undicesimo episodio della prima stagione ed è stato etichettato come episodio 10.5 della prima stagione.
In Italia il manga è stato pubblicato da Edizioni BD sotto l'etichetta per i fumetti di produzione orientale J-Pop dal 12 ottobre 2007 al 3 ottobre 2018. L'adattamento animato è invece ancora inedito.

## Trama
Racconta la storia della vita scolastica di Mafuyu Oribe e Tomo Yamanobe alla scuola ortodossa orientale St. Mihailov Academy all'interno della quale subiscono persecuzioni e ostracismo da parte della figlia dell'attuale preside Miyuri Tsujidou e il suo secondo in comando Hana Katsuragi. La vita di Mafuyu e Tomo prende una drastica svolta quando un giorno percorrendo la strada di casa incontrano un ragazzo svenuto e ferito dai capelli d'argento di origini russe Aleksander Hell "Sasha" Nikolaevič. Quasi immediatamente, Sasha inizia a ripagare Mafuyu e Tomo respingendo coloro che volevano ucciderle. Suo malgrado Sasha è Qwaser e grazie a ciò riesce a fronteggiare gli Adepti che non si fanno scrupolo degli esseri umani presenti riducendo l'accademia in una zona di guerriglia, al fine di acquisire la Theotokos di Tsarytsin da Athos, che mantiene l'icona. Un segreto per il mondo.

## Terminologia
- Athos: una agenzia di spionaggio e operazioni speciali della Chiesa Ortodossa orientale, non dissimile dalla CIA o dall'FBI negli Stati Uniti e anche dall'Interpol, il cui obiettivo principale è quello di impedire che la Theotokos di Tsarytsin diventi proprietà di qualcuno.
- Adepti: organizzazione composta da Qwaser che cerca di impossessarsi dei circuiti elementali.
- Qwaser: alchimisti in grado di manipolare gli elementi chimici utilizzando l'energia fornita dal soma. Ogni Qwaser ha la capacità di utilizzare un solo elemento.
- Soma: altamente energetico, è ciò che il qwaser succhia da un seno umano per convertirlo in energia da impiegare per utilizzare i propri poteri.
- Circuiti elementali: particolari oggetti che, assorbiti all'interno del proprio corpo, forniscono poteri speciali.

## Personaggi

### Alexander Nikolaevich Hel
Alexander "Sasha" Nikolaevich Hell ("サーシャ" アレクサンドル＝ニコラエビッチ＝ヘル?,  Arekusandoru "Sāsha" Nikoraebicchi-Heru, Александр "Саша" Николаевич Хэлл)
Doppiato da: Junko Minagawa (drama CD), Yūko Sanpei (anime) (ed. giapponese),

Renato Novara (ed. italiana)
Protagonista, Qwaser utilizzatore del ferro. Spesso viene definito anche come Sasha il Martire. Arriva nella scuola Mihalovic con l'intento di proteggere Tomo, e alla fine si innamorerà di Mafuyu, che nella seconda serie diverrà la sua partner. Nella prima serie è accompagnato da Teresa, una suora, che ha il compito di fornirgli il soma, e combatterà gli adepti che vogliono impossessarsi della venere di Tsarytsin. Successivamente combatterà e sconfiggerà il Qwaser del sodio, ottenendo una forza maggiore che gli permetterà di sconfiggere il qwaser dell'oro, il quale si è impossessato del corpo di Tomo.
Nella seconda serie, travestito da donna, si infiltrerà in un collegio femminile assieme ad Hana per trovare la Magdala del tuono.
Ha origini russe, infatti in alcune parti della serie parla nella sua lingua madre.

### Mafuyu Oribe
Doppiato da: Hitomi Nabatame (drama CD), Ayumi Fujimura (anime) (ed. giapponese), Anna Mazza (ed. italiana)
Coprotagonista, è in possesso della Spada di Maria (Tsurugi no Marja) uno dei circuiti elementali primitivi e non riproducibili artificialmente; esso dà il potere di raccogliere il soma dal seno di ogni donna del mondo quando attivo. Si innamorerà di Alexander e nella seconda serie, dopo aver viaggiato per un po' con Katja per sviluppare e controllare i suoi poteri, diverrà la partner fissa di Sasha.
È sempre pronta a difendere i suoi amici, anche se c'è da alzare le mani ed è molto gentile con le persone lei care.

### Tomo Yamanobe
Figlia dell'ex preside della scuola, è una ragazza timida e riservata, con il seno particolarmente grande. Sasha cerca in ogni modo di proteggerla, perché gli ricorda sua sorella Olja, morta per mano dei Qwaser dell'oro e del sodio. Nella prima serie verrà rapita dagli Adepti, poiché pensano sia lei la portatrice del circuito di Maria e per questo diverrà il contenitore per lo spirito del Qwaser dell'oro. Nella seconda serie invece avrà un ruolo meno rilevante.
È gentilissima, buona di cuore e si arrabbia poco facilmente.

### Hana Katsuragi
Compagna di scuola dei protagonisti, diverrà la prima Maria di Katja che la sottoporrà a pratiche sadomasochiste. All'inizio della seconda serie diverrà la partner di Sasha e in seguito, dopo la sconfitta degli adepti nel collegio femminile, diverrà portatrice del circuito della Maddalena del Tuono.
Prova un grande affetto verso Katja, infatti quando la vede la prima volta ne rimane affascinata.

### Ekatherina Kurae
Qwaser del rame. Porta sempre con sé una bara nella quale è rinchiusa una gigantesca marionetta interamente fatta di rame, a cui ha dato il nome "Mamma". Sceglierà Hana come sua Maria.
A prima vista sembra una brava bambina invece può essere molto cattiva e persino perfida. Non combatte quasi mai in prima persona ma fa combattere la sua "mamma".

## Media

### Manga
Il manga è scritto da Hiroyuki Yoshino e illustrato da Kenetsu Satō. The Qwaser of Stigmata è attualmente serializzato da Akita Shoten sulla rivista Monthly Champion Red e i capitoli sono stati raccolti in tankōbon. Ad oggi si conta la distribuzione di 21 volumi, il primo dei quali è uscito il 20 dicembre 2006., mentre il quattordicesimo volume è stato distribuito il 20 giugno 2012.
In Italia il manga è stato pubblicato da J-Pop con cadenza aperiodica dal 12 ottobre 2007 al 3 ottobre 2018.
Oltre che in Italia questa serie è licenziata in Francia da Asuka e da Ever Glory Publishing in Taiwan. Tokyopop ha annunciato l'acquisizione della licenza di questa serie nel settembre 2009 per il mercato del Nord America.

#### Volumi
| Nº | Data di prima pubblicazione | Data di prima pubblicazione | Data di prima pubblicazione | Data di prima pubblicazione |
| Nº | Giapponese                  | Giapponese                  | Italiano                    | Italiano                    |
| -- | --------------------------- | --------------------------- | --------------------------- | --------------------------- |
| 1  | 20 dicembre 2006            | ISBN 978-4-253-23103-9      | 12 ottobre 2007             | ISBN 978-88-6123-147-4      |
| 2  | 20 aprile 2007              | ISBN 978-4-253-23104-6      | 9 gennaio 2008              | ISBN 978-88-6123-159-7      |
| 3  | 20 settembre 2007           | ISBN 978-4-253-23105-3      | 5 settembre 2008            | ISBN 978-88-6123-307-2      |
| 4  | 20 febbraio 2008            | ISBN 978-4-253-23106-0      | 9 dicembre 2008             | ISBN 978-88-6123-362-1      |
| 5  | 18 luglio 2008              | ISBN 978-4-253-23107-7      | 23 agosto 2009              | ISBN 978-88-6123-512-0      |
| 6  | 19 dicembre 2008            | ISBN 978-4-253-23108-4      | 24 gennaio 2010             | ISBN 978-88-6123-631-8      |
| 7  | 20 aprile 2009              | ISBN 978-4-253-23109-1      | 14 febbraio 2010            | ISBN 978-88-6123-688-2      |
| 8  | 18 dicembre 2009            | ISBN 978-4-253-23476-4      | 24 aprile 2011              | ISBN 978-88-6123-986-9      |
| 9  | 20 aprile 2010              | ISBN 978-4-253-23477-1      | 11 giugno 2011              | ISBN 978-88-6634-035-5      |
| 10 | 20 ottobre 2010             | ISBN 978-4-253-23478-8      | 18 febbraio 2012            | ISBN 978-88-6634-200-7      |
| 11 | 18 marzo 2011               | ISBN 978-4-253-23479-5      | 21 aprile 2012              | ISBN 978-88-6634-201-4      |
| 12 | 19 agosto 2011              | ISBN 978-4-253-23480-1      | 26 maggio 2012              | ISBN 978-88-6634-202-1      |
| 13 | 20 gennaio 2012             | ISBN 978-4-253-23481-8      | 27 giugno 2015              | ISBN 978-88-6634-383-7      |
| 14 | 20 giugno 2012              | ISBN 978-4-253-23482-5      | 17 ottobre 2015             | ISBN 978-88-6883-458-6      |
| 15 | 20 dicembre 2012            | ISBN 978-4-253-23483-2      | 13 luglio 2016              | ISBN 978-88-6883-724-2      |
| 16 | 20 maggio 2013              | ISBN 978-4-253-23484-9      | 21 dicembre 2016            | ISBN 978-88-6883-747-1      |
| 17 | 18 ottobre 2013             | ISBN 978-4-253-23485-6      | 1º marzo 2017               | ISBN 978-88-6883-962-8      |
| 18 | 20 marzo 2014               | ISBN 978-4-253-23486-3      | 26 aprile 2017              | ISBN 978-88-6883-977-2      |
| 19 | 20 agosto 2014              | ISBN 978-4-253-23487-0      | 21 giugno 2017              | ISBN 978-88-3275-057-7      |
| 20 | 20 gennaio 2015             | ISBN 978-4-253-23488-7      | 27 settembre 2017           | ISBN 978-88-3275-117-8      |
| 21 | 19 giugno 2015              | ISBN 978-4-253-23801-4      | 20 dicembre 2017            | ISBN 978-88-3275-265-6      |
| 22 | 20 novembre 2015            | ISBN 978-4-253-23802-1      | 28 marzo 2018               | ISBN 978-88-3275-349-3      |
| 23 | 20 aprile 2016              | ISBN 978-4-253-23803-8      | 20 giugno 2018              | ISBN 978-88-3275-470-4      |
| 24 | 20 settembre 2016           | ISBN 978-4-253-23804-5      | 3 ottobre 2018              | ISBN 978-88-3275-568-8      |

### Anime
L'adattamento ad anime del manga The Qwaser of Stigmata, prodotto dallo studio giapponese Hoods Entertainment, conta ad oggi la produzione di due stagioni televisive: la prima di 24 episodi è stata trasmessa dal 9 gennaio al 19 giugno 2010; la seconda è composta da 12 episodi ed è andata in onda dall'11 aprile al 28 giugno 2011.

### Internet Radio Show
Lantis ha colto l'opportunità presentata dalla serie anime di Seikon no Qwaser per produrre un Internet Radio Show con protagoniste Aki Toyosaki nel ruolo di Tomo Yamanobe e Yōko Hikasa nel ruolo di Hana Katsuragi accanto alla commercializzazione dei cinque temi della prima serie TV come nella tabella sotto. Hanno anche distribuito la colonna sonora originale composta da Tatsuya Kato il 7 giugno 2010.
| Titolo brano                   | Autore testi | Data composizione                                         | Parametri di esecuzione | Data debutto commerciale                                          |
| ------------------------------ | ------------ | --------------------------------------------------------- | --- | ----------------------------------------------------------------- |
| Errand                         | Aki Hata     | Composta/arrangiata da Daisuke Kikuta (Elements Garden)   | Eseguita da Faylan come prima sigla di apertura della prima stagione | 27 @ gennaio 2010 (brano venduto su CD)                           |
| Baptize                        | Itsuki Yui   | Composta/arrangiata da Daisuke Kikuta (Elements Garden)   | Eseguita da Yōsei Teikoku come seconda sigla di apertura della prima stagione | 21 @ aprile 2010 (brano venduto su CD)                            |
| Passionate Squall              | Aki Hata     | Composta/arrangiata da Tom-H@ck                           | Eseguita da Ayumi Fujimura, Aki Toyosaki, Minori Chihara, Aya Hirano, Yōko Hikasa, (doppiatrici di rispettivi personaggi della serie) come prima sigla di chiusura della prima stagione | 10 @ febbraio 2010 (brano venduto su CD)                          |
| Mimei no Inori (未明の祈り?)   | Aki Hata     | Composta da Satoru Takada e arrangiata da Katsuya Yoshida | Eseguita da Minori Chihara come seconda sigla di chiusura della prima stagione (dedicata solamente al quinto episodio)                                                                  | 10 @ febbraio 2010 (brano pubblicato sul CD di Passionate Squall) |
| Wishes Hypocrites              | Aki Hata     | Composta da Katsuya Yoshida e arrangiata da Satoru Takada | Eseguita da Ayumi Fujimura, Aki Toyosaki, Minori Chihara, Aya Hirano, Yōko Hikasa come terza sigla di chiusura della prima stagione                                                     | 12 @ maggio 2010 (brano venduto su CD)                            |
| Rasen, Arui wa Seinaru Yokubou | Aki Hata     | Composta/arrangiata da Daisuke Kikuta (Elements Garden)   | Eseguita da Faylan come sigla di apertura della seconda stagione | 27 @ aprile 2011 (brano venduto su CD)                            |
| metaphor                       | Shoujo Byou  | Composta/arrangiata da Pixel Bee e RD-Sounds              | Eseguita da Shoujo Byou come sigla di chiusura della seconda stagione | 25 @ maggio 2011 (brano venduto su CD)                            |